# 257e régiment d'infanterie

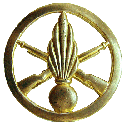
insigne de béret d'infanterie

Le 257e régiment d'infanterie (257e RI) est un régiment d'infanterie de l'Armée de terre française constitué en 1914 avec les bataillons de réserve du 57e régiment d'infanterie.
À la mobilisation, chaque régiment d'active créé un régiment de réserve dont le numéro est le sien plus 200.

## Création et différentes dénominations
1914 : 257e Régiment d'Infanterie

## Chefs de corps
Charles Schwartz né à Westhoffen (Bas-Rhin) a combattu dans les rangs du 257e Régiment d'infanterie. Il occupait le grade d'adjudant-chef. Il fut blessé en 1916 puis prisonnier en 1918 à Zout (Russie).

Campagnes: Russie, Serbie, Wolmé, France.

## Historique des garnisons, combats et batailles du257eRI

### Première Guerre mondiale

#### Affectation
- 68e Division d'Infanterie d'août 1914 à juin 1916.

## Drapeau du régiment
Il porte, cousues en lettres d'or dans ses plis, les inscriptions suivantes:
- Lorraine 1914
- Verdun 1916

Décorations décernées au régiment :